# César Antonovič Kjui
César Antonovič Kjui (rusky Цезарь Антонович Кюи; 6.jul./ 18. ledna 1835greg., Vilnius – 13. března 1918, Petrohrad), známý také jako César Cui byl ruský hudební skladatel a hudební kritik, který vynikl především jako přední skladatel hudebního romantismu a člen tzv. Ruské pětky, skupiny ruských skladatelů pod vedením Milije Balakireva, která se oddala specificky ruské hudbě. Výrazně se zapsal do dějin hudby i svou výraznou činností hudebního kritika a je znám i jako armádní důstojník.

## Život

### Dětství a vojenská kariéra
Cesarius-Benjaminus Cui se narodil ve Vilniusu, ve vilenské gubernii Ruské říše (nyní Litva) do římskokatolické rodiny francouzského a polsko-litevského původu jako nejmladší z pěti dětí. Původní francouzské hláskování jeho příjmení bylo "Queuille". Jeho otec Antoine Cui byl francouzského původu (v ruštině se jmenoval Anton Leonardovič Kjui) a do Ruska se dostal jako člen Napoleonovy armády v roce 1812. Po porážce Napoleona se usadil ve Vilniusu a oženil se zde s Julií Gucewiczovou. V tomto prostředí se naučil několika jazykům včetně francouzštiny, ruštiny a litevštiny.
V roce 1850 byl César Kjui poslán do Petrohradu, aby se připravil na studia na stavební škole. V roce 1855 absolvoval studia na Akademii a v roce 1857 započal svou úspěšnou vojenskou kariéru jako instruktor. Mezi jeho studenty patřilo i několik členů carské rodiny, jako například pozdější car Mikuláš II. Nakonec získal v roce 1880 titul profesora (a nakonec v roce 1906 hodnost generála). Začal učit ve třech vojenských akademií v Petrohradě. Velký vliv na něj měla i rusko-turecká válka v letech 1877-1878, během níž napsal svoje spisy, které dosáhly několika vydání.

### Hudební kariéra
I přes jeho obdivuhodné úspěchy jako profesionálního vojenského akademika, je Kjui nejznámější pro svou hudební činnost. Už jako chlapec se ve Vilniusu učil na klavír, studoval díla Fryderyka Chopina a už ve čtrnácti letech začal skládat své první skladby. Než odcestoval do Petrohradu, studoval u polského skladatele Stanisława Moniuszka, který v té době působil ve Vilniusu. Své hudební záměry změnil v roce 1856, kdy se setkal s Milijem Balakirevem, který ho přiměl k tomu, aby se vážně zabýval hudbou.
Ačkoliv hudbu skládal a psal hudební kritiky jen ve svém volném čase, ukázal se zanedlouho jako velice plodný a uznávaný skladatel a kritik. Zlom v jeho životě nastal dne 26. prosince 1859, kdy bylo uvedeno v Petrohradě jeho orchestrální dílo Scherzo pod taktovkou Antona Rubinsteina. V roce 1869 se konalo první veřejné představení Kjuiovy opery William Ratcliff (podle tragédie od Heinricha Heina). S tímto dílem sklidil také obdivuhodný úspěch a Kjuiho to významně povzbudilo k dalšímu komponování.
Všechny jeho opery vznikly na podkladě děl ruských umělců, s výjimkou opery Le Flibustier, která byla komponována na francouzské libreto podle hry Jeana Richepina. Poprvé byla uvedena v divadle Opéra-Comique v Paříži v roce 1894. S tímto dílem však ani po čtyřech uvedení příliš úspěchů nesklidil, což bylo způsobeno rostoucí oblíbeností oper Giuseppe Verdiho a Richarda Wagnera. Větší úspěch sklidil po premiéře komické opery Mandarínský syn (již 1878), po třech uvedeních opery Vězeň z Kavkazu (podle básně Alexandra Sergejeviče Puškina 1883) a po premiéře Mademoiselle Fifi ( podle Guy de Maupassanta, 1903). Kromě opery Le Flibustier se mimo Rusko hrála jen dvě Kjuiova díla: Vězeň z Kavkazu (v belgickém Lutychu, 1886) a dětská opera Kocour v botách (v Římě, 1915).
Kjui se stal také významným členem operního výboru Mariinského divadla v Petrohradě. Odsud odešel spolu s Rimskim-Korsakovem v roce 1883 na protest proti odmítnutí Musorgského opery Chovanština. Mezi lety 1896-1904 působil jako ředitel Petrohradského oddělení Ruské hudební společnosti.
César Kjui udržoval přátelské vztahy se skladateli z celého světa. Mezi ně patřili i takoví velikáni jako např. Franz Liszt. Liszt si velice vážil ruských skladatelů a za operu William Ratcliff složil Kjuiovi velikou poklonu. Kjui se mu za to také odvděčil. Své knihy La musique en Russie, Soupravy skladeb pro klavír a orchestrální skladbu Tarantelle věnoval Lisztovi.
Velkou a nevyčerpatelnou inspirací byly pro skladatele také ženy, které byly zvláště oddané jeho hudbě. Např. v Belgii hraběnka de Mercy-Argenteau (1837-1890) Kjuie inspirovala k napsání jeho vrcholného díla Vězeň z Kavkazu. V roce 1896 založily Maria Kerzina a částečně i Arkadia Kerzina „Kruh milovníků ruské hudby“, kde od roku 1898 věnovaly mimořádnou pozornost právě pracím Césara Kjuie.
Za svůj dlouhý a aktivní hudební život získal Kjui několik významných ocenění. V 80. a 90. letech ho poctilo několik zahraničních hudebních společenství svým členstvím a v roce 1894 byl na návrh Ambroise Thomase zvolen členem Académie française, kde nahradil Petra Iljiče Čajkovského, který předtím zemřel. Za svou operu Le Flibustier získal také francouzský Řád čestné legie. V roce 1896 mu bylo nabídnuto členství v Královské akademii literatury a umění.

### Rodina
Kjui si v roce 1858 vzal za manželku Malvinu Rafailovnu Bamberg (rus. Мальвина Рафаиловна Бамберг). Poprvé se setkali před domem Alexandra Sergejeviče Dargomyžského, u nějž Malvina studovala zpěv. I ona jej inspirovala v několika jeho dílech. Např. v jeho Scherzu (1857) se některá témata podle ní jmenují (Bamberg) a inspirace se objevuje i v komické opeře Syn mandarína. Malvina a César spolu měli dvě děti: Lidiu a Aleksandra. Lidia byla amatérskou zpěvačkou a Aleksandr působil před Říjnovou revolucí jako člen ruského senátu.

### Pozdější léta a smrt
Nešťastným okamžikem jeho života byl rok 1916, kdy skladatel zcela oslepl. I přesto byl do jisté míry schopný komponovat tak, že noty diktoval. Kjui zemřel 13. března 1918 na mrtvici a byl pohřben vedle své manželky Malviny (která zemřela v roce 1899) na Luteránském hřbitově ve Smolensku. V roce 1939 byly jeho pozůstatky převezeny na Tichvinský hřbitov u kláštera Alexandra Něvského v Petrohradě, poblíž ostatních členů Mocné hrstky.

## Hudební kritik
Jako hudební kritik přispěl mezi lety 1864-1918 Kjui téměř 800 články do různých novin a jiných publikacích v celém Rusku a části Evropy. Po roce 1900 však již přispíval zřídka. Jeho rozsáhlé zpravodajství zahrnovalo od koncertů, recitálů, hudebního života, až po nové hudební publikace a osobnosti. Velkou pozornost věnoval především operám, o kterých napsal zhruba 300 nejrůznějších článků. Několik desítek jeho významných článků bylo také často vydáváno jako monografie. Mezi ně patřila témata jako Wagnerův Prsten Nibelungův z roku 1876, vývoj ruských romancí, ruská hudba nebo zprávy o přednáškách Antona Rubinsteina o historii klavírní hudby z let 1888-1889. Mimo jiné vydal mnoho ve své době oblíbených knih a článků s tematikou vojenství.

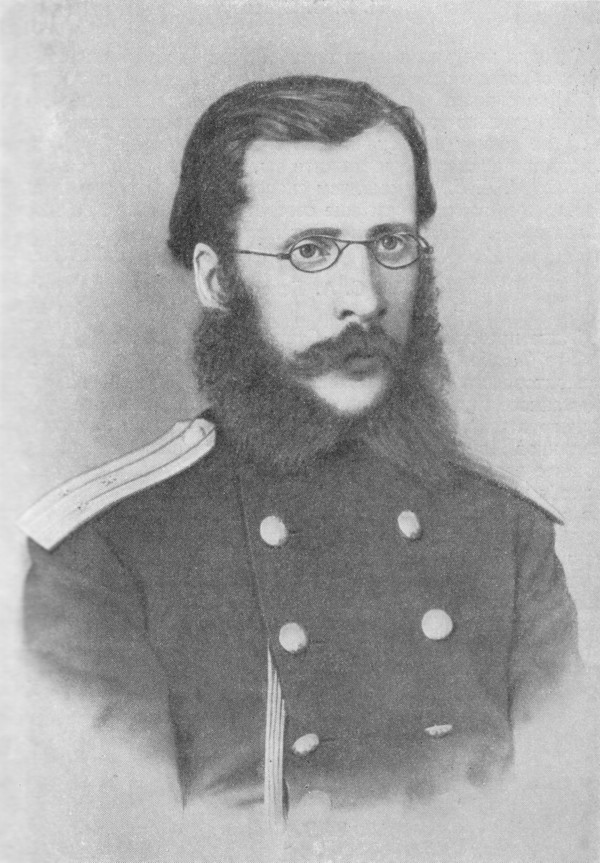
Césara Kjui v roce 1870
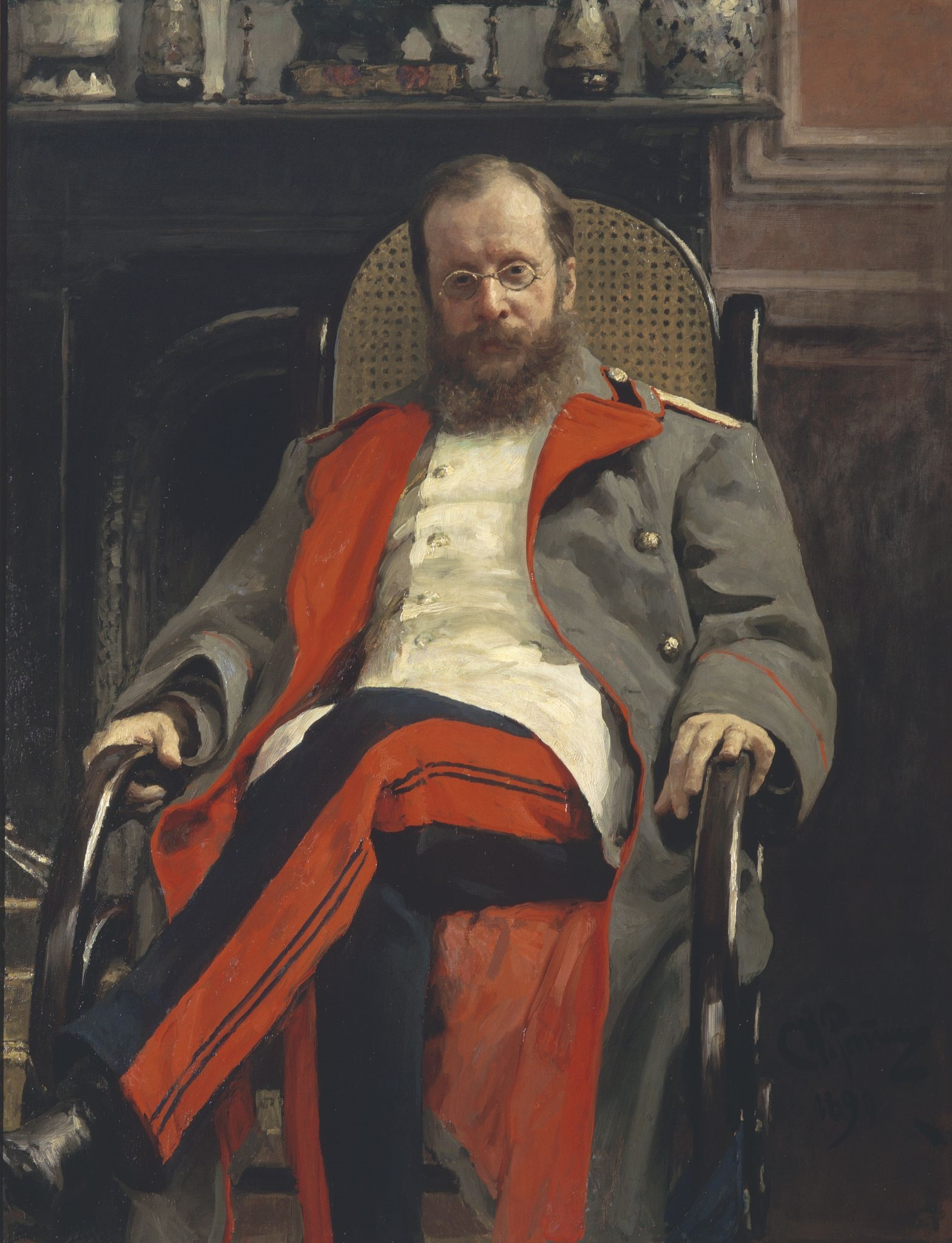
Portrét Césara Kjue od Ilji Repina (1890)
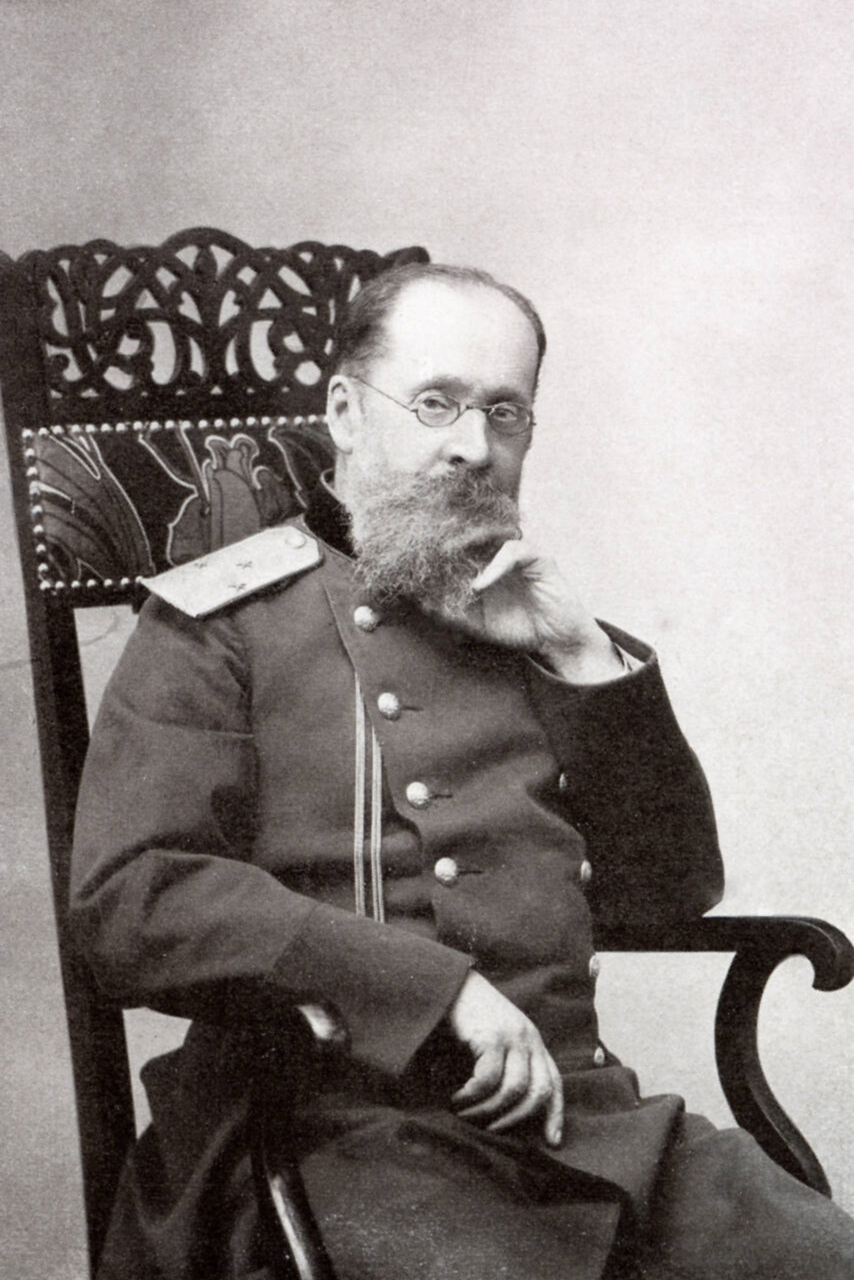
César Kjui v roce 1913
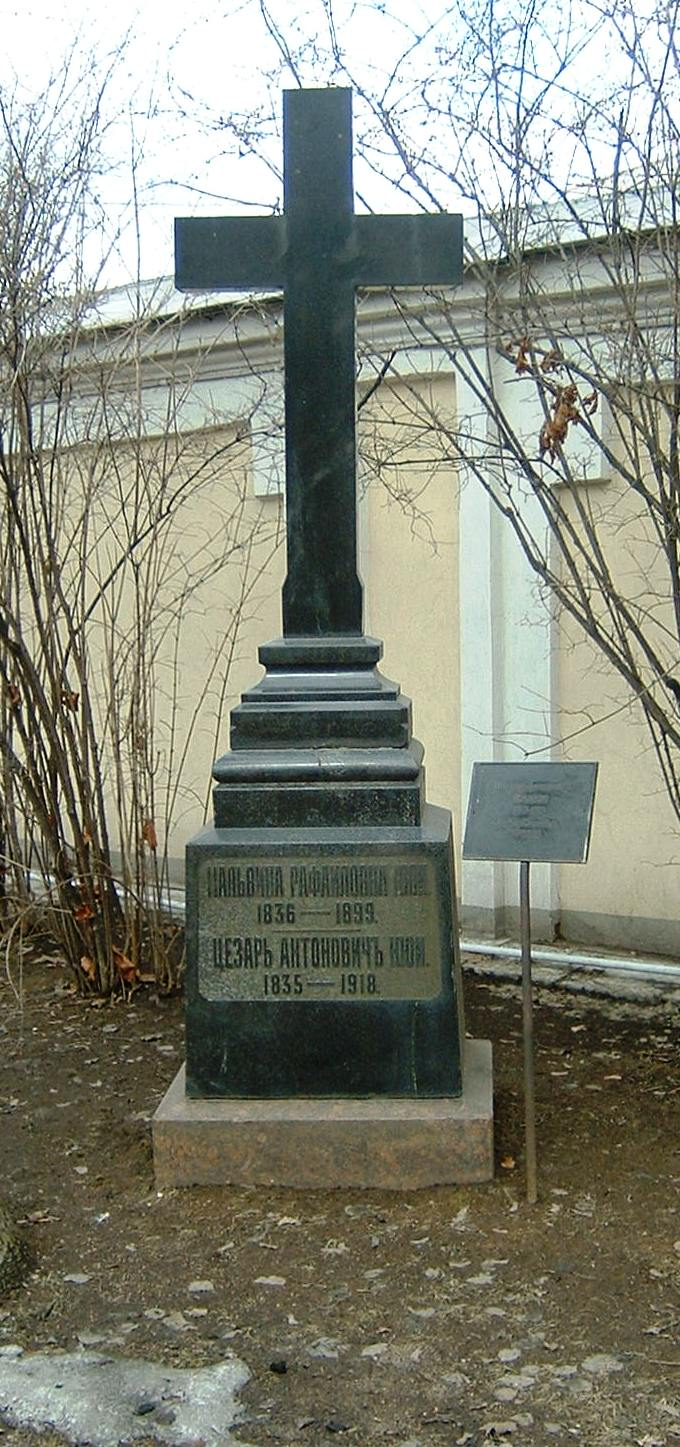
Kjuiův hrob v Petrohradě